# Linus Styrman
Linus Styrman, född 13 maj 1989 i Kalix, är en svensk före detta professionell ishockeymålvakt. Han är äldre bror till den professionella ishockeyspelaren Fredrik Styrman.